# Lepthyphantes pannonicus
Lepthyphantes pannonicus este o specie de păianjeni din genul Lepthyphantes, familia Linyphiidae, descrisă de Kolosváry, 1935.
Este endemică în Ungaria. Conform Catalogue of Life specia Lepthyphantes pannonicus nu are subspecii cunoscute.